# Zeusippe (figlia di Ippocoonte)
Zeusippe (in greco antico Ζευξίππη Zeuxìppē) è un personaggio della mitologia greca, figlia di Ippocoonte.

## Mitologia
Secondo Diodoro Siculo, sposò Antifate figlio del veggente Melampo e re di Argo e con lui ebbe i figli Oicle ed Amfalce.

Oicle successe al trono del padre e a sua volta fu padre di Anfiarao, un altro veggente .